# Allaikhovsky (huyện của Sakha)
Huyện Allaikhovsky (tiếng Nga: ? райо́н) là một huyện hành chính tự quản (raion), của Cộng hòa Sakha, Nga. Huyện có diện tích 108072 km². Trung tâm của huyện đóng ở Chokurdakh.